# Crépuscule du tourment
Crépuscule du tourment, Volume I, Melancholy est un roman de Léonora Miano, publié le 17 août 2016 aux Éditions Grasset. Il s'agit d'une œuvre composée de quatre chapitres, chacun donnant la parole à une femme différente, chacune s'adressant au même homme. Le récit se déroule « quelque part en Afrique subsaharienne, au Cameroun peut-être » d'après la description de l'éditeur. 
La suite du roman a été publiée en mars 2017 sous le nom de Crépuscule du tourment 2 et est parue chez le même éditeur.

## Genèse du roman
Dans une interview accordée à la librairie Mollat, Léonora Miano dit avoir travaillé sur Crépuscule du tourment sur une période de cinq à six années, à la suite d'obsessions intimes qui prenaient de l'importance dans sa vie. Le roman est né à la suite de questionnements liés à la construction de soi, qui affectent en particulier les femmes de la famille, afin de « répondre aux questions auxquelles la famille ne veut pas répondre, il a fallu que j'invente une histoire et ça a été celle-là.»  
Dans cette même interview, Léonora Miano raconte que l'élaboration du roman s'est faite très simplement. Le personnage masculin central auquel les quatre femmes du roman s'adressent est un personnage issu d'un texte précédent. À partir de ce personnage, Miano a voulu développer l'univers féminin qui entourait celui-ci. Ainsi, les personnages narrateurs de Crépuscule du tourment étaient déjà présents dans l'esprit de l'autrice avant qu'elle ne leur donne directement la parole dans le roman.  
Après plusieurs années de réflexion quant à la place et au statut de ces quatre femmes dans la vie de cet homme, Léonora Miano a élaboré le roman en attribuant un discours à chacune de ces femmes, en les faisant se rejoindre pour que leur voix s'articulent et se rejoignent dans une unité, ou au contraire que leurs discours se regardent en miroir, dans un phrasé particulier afin de restituer la sensibilité de chacune. 
Léonora Miano affirme avoir instillé beaucoup d'elle-même dans ces quatre femmes, pas tant sur le plan factuel, mais sur le plan émotionnel. Elle confie avoir construit ces personnages féminins dans le dessein de répondre à une question très personnelle : 

« Je m'étais rendu compte que j'avais, en tout cas dans mes amitiés féminines, une grande attirance, vraiment des coups de cœur amicaux très très puissants pour des femmes qui allaient être très toxiques après. Et je me demandais « pourquoi ? ». Je m'apercevais qu'elles avaient vraiment les qualités que je leur trouvais, ces qualités étaient réelles, mais qu'il y avait aussi parfois une part d'ombre avec laquelle je ne pouvais pas vivre. Donc j'ai voulu écrire des figures comme ça, que tu peux aimer passionnément en te rendant compte que quand même, tu peux pas vivre avec. »

## Résumé
Ce roman choral est le premier volume de Crépuscule du tourment, il est composé de quatre chapitres, ayant chacun pour narratrice une femme différente, qui rapporte son récit à la première personne du singulier, au temps présent. Il y a ainsi la mère dont il s’est détourné parce qu’elle acceptait les coups du père, l’amante éconduite qu'il l’aimait pourtant, la future épouse dont il n’est pas épris ; et enfin, la sœur
Les quatre personnages sont des femmes Africaines subsahariennes et Afro-descendantes, des Antilles et de la Guyane française. « Mon identité », explique-t-elle, « je la dis "frontalière", je me tiens là où les mondes se rencontrent. ». Les chapitres s'enchaînent comme des successions de monologues ; chaque femme adresse son récit au même homme (qui s'appelle Dio), avec des attentes, des reproches, des déceptions, des colères et des explications différentes selon sa relation avec lui, leur passé commun et la vie personnelle, intime de chacune d'entre elles. Ce personnage masculin, bien qu'il occupe de différente manière la vie des quatre personnages principaux, est quasiment absent du temps présent du récit et sa parole, ses pensées à lui ne sont pas délivrées aux lecteurs et aux lectrices.

## Personnages
- Dio, « Big Bro », « Double Bee » : personnage masculin à qui les quatre femmes du roman s'adressent successivement.
- Madame : mère de Dio et épouse d'Amos Musuedi.
- Amandla : ex-compagne de Dio, enseigne l'histoire du Continent et la religion de Khemet (ou kémétisme) aux enfants de la ville.
- Ixora : femme revenue du nord pour épouser Dio, mère de Kabral.
- Tiki : sœur de Dio.
- Amos Mususedi : époux de Madame, père de Dio et Tiki.
- Angus Mususedi : grand-père paternel de Dio et Tiki.
- Makalando : cuisinière de la famille au Castle Mususedi.
- Kabral : fils de Ixora et du défunt ami de Dio.
- Eshe : unique amour de Madame qui l'a rencontrée pendant ses vacances avec les enfants.
- Abysinia : prêcheuse et voisine d'Amandla, en désaccord spirituel avec elle.
- Misipo : amant d'Amandla.
- Khepera : nièce de Misipo et élève d'Amandla.
- Twa Baka et Tehuti : conduisent le rite d'initiation d'Amandla.
- Masasi : coiffeuse de Madame et habitante du Vieux Pays dont Ixora est éprise.
- Ayintcha : petite fille sentinelle, qui protège l'entrée au Vieux Pays.
- Sisako Sone : guérisseuse de Madame, résidente du Vieux pays.
- Camilia Mandone : grand-mère maternelle de Dio et Tiki.
- Anti Rosa : dame de compagnie de Camilia Mandone, contrairement à Camilia, elle révèlera à Tiki l'histoire de sa famille maternelle et la dirige vers le Vieux Pays et Sisako Sone pour que Tiki obtienne des réponses.
- Siliky : sœur de Sisako, elle conduit Tiki au Vieux Pays.
- Regal : travailleur du sexe à qui Tiki a fait appel pour sa première fois.
- Sita Toko : doyenne du Vieux Pays, qui embrasse des caractéristiques féminines et masculines.
- Aligossi : mère d'Amandla.

## Analyse
Crépuscule du tourment est une réflexion sur le féminin comme principe, comme énergie, à différencier de la féminité. La question du féminin à travers ce que révèle chaque personnage, à travers l'histoire familiale, mais aussi les amours, les histoires affectives et leurs relations sexuelles. Le roman s'interroge sur ce qu'est la force féminine, quelle est son énergie, sa place et de quelle manière elle se manifeste.
Chaque chapitre contient la parole d'une femme différente qui occupe une place différente dans la société, dans leur famille, selon leur âge et leur statut social. Mais ces femmes expriment toutes des réflexions et des analyses quant à leur identité et comment elles se sont construites en tant que femme, comme les femmes de leur entourage qui ont dû se faire une place dans une société patriarcale et marquée par la colonisation,,. 
Chacune d'entre elles raconte les difficultés qu'elle rencontre en tant qu'individu féminin, chacune apporte sa part d'énergie féminine et ses réponses quant à ce qu'est d'être une femme, ce que cela implique pour elle. 
La violence envers les femmes et leur corps est mentionnée dans le roman : les époux frappent et punissent leurs femmes lorsqu'ils sentent le besoin de réaffirmer le contrôle qu'ils ont sur elles, lorsque leur virilité est ébranlée. Madame, Tiki, Amandla et Ixora sont quatre manières différentes d'incarner le pouvoir féminin, qui au centre de la réflexion de Léonora Miano,. 
Les quatre monologues s'emboîtent, s'interpénètrent les uns avec les autres, tant dans le temps de l'action qui se déroule au moment du récit, que dans les difficultés éprouvées face à l'existence, à la quête de soi qui s'emmêle avec la quête du féminin, comme principe, comme énergie.
Les voix de ces quatre femmes s'unissent et leurs échos forment un pouvoir, le pouvoir féminin.
Le roman s'interroge sur ce qu'est la force féminine, quelle est son énergie, sa place et de quelle manière elle se manifeste auprès de personnages qui sont des hommes comme des personnages qui sont des femmes. 
Le caractère intime et unique de chacune est relié à leur vie quotidienne et personnelle, il devient politique à partir du moment où ces quatre femmes libèrent leur parole et assument le caractère intime de leur réflexion car elles viennent d'une société dans laquelle elles ne doivent pas exposer leur intimité. Elles doivent être dans la retenue, dans l'anticipation et non agir selon une volonté libre et spontanée ; l'expression et l'exposition de leur intimité devient alors politique.

## Édition
- Léonora Miano, Crépuscule du tourment, Paris, Éditions Grasset & Fasquelle, coll. « Littérature Française », 2016 .